# Велика кущавниця
Велика куща́вниця (Graminicola) — рід горобцеподібних птахів родини Pellorneidae. Представники цього роду мешкають в Гімалаях і Південно-Східній Азії.

## Види
Виділяють два види:
- Кущавниця велика (Graminicola bengalensis)
- Кущавниця болотяна (Graminicola striatus)[3]

## Етимологія
Наукова назва роду Graminicola походить від сполучення слів лат. graminis — трава і лат. cola — мешканець.